# Fagonia subinermis
Fagonia subinermis là một loài thực vật có hoa trong họ Zygophyllaceae. Loài này được Boiss. miêu tả khoa học đầu tiên năm 1843.